# Болотов, Павел Васильевич
Бо́лотов Па́вел Васи́льевич (12 января 1916 — 16 сентября 1985) — советский офицер, танкист, участник Великой Отечественной войны, капитан. Герой Советского Союза (1945).

## Биография
Родился 12 января 1916 года на хуторе Примерный (близ села Солонка Хопёрского округа Области Войска Донского — ныне Нехаевского района Волгоградской области) в семье крестьянина. Русский. Окончил сельскую школу-семилетку и гидромелиоративный техникум в городе Камышин. Работал бухгалтером МТС.
Призван в РККА в сентябре 1937. В составе 352-го лёгкого артиллерийского полка 173-й мотострелковой дивизии участвовал в советско-финской войне 1939—1940 годов в качестве связиста (25 января — 13 марта 1940). Принимал участие в форсировании Выборгского залива и жестоких боях в районе мыса Долгого (Виланиеми), окончившихся перерезанием шоссейной дороги Выборг-Хельсинки. В конце апреля 1940 дивизия была перебазирована на Украину в Первомайск, откуда 28 июня 1940 начала наступление на румынскую Бессарабию (Присоединение Бессарабии и Северной Буковины к СССР), где был назначен на должность интенданта в звании сержанта административной службы, поскольку имел опыт работы бухгалтером. Там же встретил начало Великой Отечественной войны. Прорывался с боями из окружения.
Весной 1942 закончил ускоренные курсы подготовки командного состава бронетанковых войск РККА при Саратовском танковом училище, затем был направлен в Нижний Тагил принимать бронетехнику новосозданной 86-й танковой бригады (с 28 февраля 1944 — 12-я лёгкая самоходно-артиллерийская бригада). Подготовка личного состава бригады проводилась при участии Челябинского учебного автобронетанкового центра (УАБТЦ) и 19 УТП. 3 мая 1942 года вернулся в состав действующей армии. Член ВКП(б) с 1943 года.
Во время Курской битвы 9—10 июля 1943 года командир танка Т-34-76 233-го отдельного танкового батальона 86-й танковой бригады старший лейтенант административной службы Болотов П. В. отличился в боях на белгородском направлении. Он вместе со своим экипажем записал на свой боевой счёт один уничтоженный (сгоревший) танк PzKpfw VI «Тигр» и один подбитый PzKpfw IV из дивизии «Великая Германия», за что он был награждён орденом Красной Звезды (18 июля 1943). После первого попадания вражеского снаряда в башню танка погиб на месте заряжающий Бочаров, а после второго сдетонировал боекомплект. Взрывной волной командира выбросило через открытый башенный люк, механик-водитель Шакиров и стрелок-радист Козлов погибли. Отсидевшись до наступления темноты в ничейной траншее, вернулся к своим.
Командир взвода танков Т-34-85 3-го танкового батальона 108-й танковой бригады (9-й танковый корпус, 1-й Белорусский фронт) старший лейтенант Болотов П. В. в начале Белорусской наступательной операции с 24 по 27 июня 1944 года, действуя в отряде разведывательного дозора на правом берегу реки Друть, ворвался на позиции противника и поджёг 2 танка, уничтожил 2 дзота, 6 лошадиных повозок и до 30 солдат. После того, как танк Болотова был подбит, он продолжал вести огонь по отступающей немецкой пехоте. Благодаря его решительным действиям батальон смог продвинуться вперёд и выполнить поставленную задачу. За этот эпизод Болотов П. В. был награждён орденом Красного Знамени (10 августа 1944).
Командир 1-й роты 3-го танкового батальона 108-й танковой бригады (9-й танковый корпус, 33-я армия, 1-й Белорусский фронт) капитан Болотов П. В. отличился в период с 14 по 17 января 1945 года при прорыве обороны противника на левом берегу реки Вислы. Рота в боях уничтожила 12 орудий, 8 миномётов, 8 дзотов, 7 пулемётных точек, 6 бронетранспортёров противника, а в районе села Ясенец-Солецкий (Польша) перерезала шоссейную дорогу Зволень — Цепелюв и удерживала позиции, отбив две ночные атаки противника. Вторично отличился в боях в районе Русинов — Кщенов, когда два оставшихся танка роты, его и лейтенанта Борисенко, при поддержке двух бронетранспортёров с пехотой смелым манёвром отрезали пути отступления двум колоннам немецких войск и полностью их разгромили. Капитан Болотов со своим экипажем уничтожил 6 пушек с прицепами, 4 бронетранспортёра, 21 автомашину, свыше 30 повозок с военным имуществом. Также было ликвидировано или взято в плен свыше 200 немецких солдат и офицеров.
15 января 1945 у Крочува рота капитана Болотова вступила во встречный бой c подразделением 24-го танкового корпуса, в состав которого входил 424-й (бывший 501-й) тяжёлый танковый батальон, располагавший танками PzKpfw VI Ausf. B «Тигр II». Во время боя у танка Болотова от прямого попадания заклинило башню и произошло возгорание топлива. Посчитав советский Т-34-85 выведенным из строя, немецкая тяжёлая машина пошла на сближение, неосмотрительно подставив борт. По команде Болотова танк совершил полуразворот на месте и смог пробить подкалиберным снарядом борт корпуса немецкого танка, что привело к его возгоранию. Ответный выстрел пробил башню Т-34, тяжело ранив командира: осколком ему оторвало запястье правой руки. После этого оба танка вышли из боя. Экипаж советской машины смог самостоятельно потушить пожар, но повреждённую машину всё же пришлось оставить. Для капитана Болотова этот бой оказался последним. На протяжении 2 последующих дней экипаж пробирался лесами обратно к своим. Звание Героя Советского Союза было присвоено в армейском госпитале 27 февраля 1945 года.
Ушёл в запас в 1947, переехал во Львов. В 1950 году окончил высшие двухгодичные торговые курсы, приступил к работе в сфере торговли. В 1965 году окончил вечерний факультет Донецкого института советской торговли. До выхода на пенсию работал заместителем директора Львовской межобластной фирмы «Мебель».
Умер 16 сентября 1985 года в городе Львове. Похоронен на 86 поле Лычаковского кладбища.

## Награды и звания
- Звание Герой Советского Союза.Указ Президиума Верховного Совета СССР от 27 февраля 1945 года:
  - Орден Ленина № 38892,
  - Медаль «Золотая Звезда» № 7336.
- Орден Красного Знамени № 127346. Приказ Военного совета 1 Белорусского фронта № 038/н от 10 августа 1944 года.
- Орден Отечественной войны I степени. Указ Президиума Верховного Совета СССР от 11 марта 1985 года.
- Орден Красной Звезды № 199162.Приказ командира 86 танковой бригады № 07/н от 18 июля 1943 года.
- Медаль «За победу над Германией в Великой Отечественной войне 1941—1945 гг.». Указ Президиума Верховного Совета СССР от 9 мая 1945 года.
- Медали СССР.